# スタッドリー王立公園
座標: 北緯54度6分58秒 西経1度34分23秒 / 北緯54.11611度 西経1.57306度
スタッドリー王立公園は、イングランドのノースヨークシャー州にある公園で、シトー会のファウンテンズ修道院の廃墟を含んでいる。この公園には18世紀に遡るスタッドリー王立ウォーターガーデン（Studley Royal Water Garden）なども含まれており、1986年にユネスコの世界遺産に登録された。

## 歴史

### 起源
ファウンテンズ修道院は1132年に13人のベネディクト会修道士たちによって創設された。彼らは後にシトー会士になった。ヘンリー8世による修道院解散令（1539年）の結果、修道院の建造物群と 2 km2 以上の土地は、王権によって、商人リチャード・グレシャム（Sir Richard Gresham）に払い下げられた。修道院の財産はグレシャム家の数世代に受け継がれたあと、最終的にステフェン・プロクター（Stephen Proctor）に売却された。プロクターは1598年頃から1604年頃にかけてファウンテンズ・ホールを建てた。エリザベス朝時代の優れた大邸宅であるこのホールは、部分的に修道院に使われていた建材が再利用されているもので、現在は2室のみが一般公開されている。

### 地所の発展
ジョン・エイズラビーが1693年にスタッドリーの地所を相続した。社会的にも政治的にも野心を抱いていた彼は、1695年にはイギリス議会のトーリー党員になり、1718年には大蔵卿に任命された。彼を悲劇が打ちのめしたのは1720年のことだった。彼は南海会社の主要なスポンサーの一人であり、その株は彼個人に伸長させられていた。その金融上の巨大な破綻（南海泡沫事件）のあと、彼は議会から追放され、終身公職追放に処せられた。
ヨークシャーに戻った彼は、1718年に造営を始めていた庭園を作り上げることに専念した。1742年に彼が没したあと、息子のウィリアムがファウンテンズの修道院とホールを買い上げて、庭園を拡張した。彼は父親の造園とは対象をなすような、見栄えのするロマンティックな様式で風景式庭園を拡張した。18世紀のものとしてはイングランドでも最重要級に属する水生植物園が造園されたのも彼らのときである。
ウィリアムの死後、地所は娘が引き継ぎ、そのあとは彼女の姪が相続した。大規模な作り直しを免れつつ、庭園と公園はエイズラビー家の血を引くヴァイナー家（the Vyner family）に引き継がれた。

### 20世紀以降
地所は1966年にウェストライディングの州議会が買い上げた後、1983年にナショナル・トラストの管理下に置かれた。地所のうち、修道院部分はナショナルトラストに代わって、イングリッシュ・ヘリテッジが管理している。
1986年には、公園が世界遺産に登録された。

## 主な名所
修道院それ自体やファウンテンズ・ホールに加え、公園には他の多くの歴史的な物件が存在している。

### スタッドリー王立ウォーターガーデン
スタッドリー王立ウォーターガーデンは、ジョージ朝時代（Georgian era）のウォーターガーデンの特色をよく伝えている、現存しているものの中では最良の部類に属するウォーターガーデン（water garden）である。
創設したのはジョン・エイズラビーで、1718年のことだった。彼の死後は息子のウィリアムが、隣接するファウンテンズの土地を購入しつつ拡張した。
庭園の優雅な装飾の施された湖、水路、神殿を模した建物、滝などは、見目麗しい景観を提供してくれる。他方で、ネオゴシック様式の城、パッラーディオ様式の宴会場など、庭園の美しさにとっては冗長ともいえる建造物群も多く存在している。

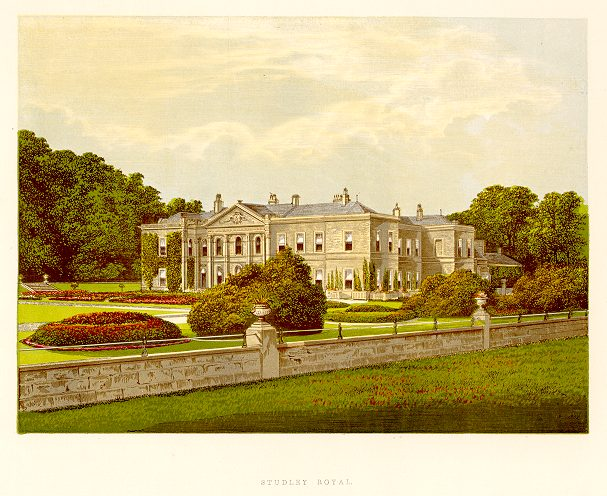
1880年にパッラーディオ様式で再建された16世紀の邸宅。1946年に全焼した。

### セント・メアリー教会とシカ公園
セント・メアリー教会（St Mary's Church）は、フレデリック・ヴァイナー（Frederick Gratham Vyner）を追悼してリポン侯爵家（the family of the First Marquess of Ripon）が建てた後期ヴィクトリア朝様式の教会で、Skelton-on-UreにあるChurch of Christ the Consolerとともに、ヨークシャーにおけるこの様式の記念すべき教会である。これらはともにウィリアム・バージェスが建てた。
ヴァイナーは1870年にギリシャ人の誘拐犯に殺害されたが、このとき釈放を求めて集められた身代金は手付かずのまま残った。そこで、彼の母メアリー・ヴァイナー（Lady Mary Vyner）と妹のリポン侯爵夫人（Lady Ripon）は、その金を使いヨークシャーのそれぞれの領地にフレデリックを追悼する教会を建てたのである。
バージェスが選ばれたのは、その最大のパトロンであった第3代ビュート侯爵ジョン・クライトン＝スチュアートとヴァイナーが、オックスフォード大学時代の学友であったことによると推測されている。
スタッドリーのリポン侯爵領内に建てられたセント・メアリー教会は、1870年に委託され、翌年建設が始った。献堂されたのは1878年のことである。
教会は500頭のシカをはじめとする豊かな動植物を擁する中世以来のシカ公園（deer park）の中に建っている。このシカ公園にはかつて王家の邸宅（Studley Royal House）が建っていたが、1716年に火災によって大部分が失われた。ほとんど全面的に建て直されはしたが、再建後の建物も1946年の火災で大部分が損壊し、程無くして取り壊された。1728年から1732年に建てられた馬小屋だった区画のみが現存している。これは現在私邸になっており、2000年まではポール・サイクス卿（Sir Paul Sykes）が所有していたが、その年にスージー・ブルマー（Susie Bulmer）に売却された。

### ファウンテンズ修道院の粉挽き場
粉挽き場は12世紀にシトー会士たちが建てたもので、領内では無傷で残る最古の建造物である。

## 登録基準
この世界遺産は世界遺産登録基準のうち、以下の条件を満たし、登録された（以下の基準は世界遺産センター公表の登録基準からの翻訳、引用である）。
- (1) 人類の創造的才能を表現する傑作。
- (4) 人類の歴史上重要な時代を例証する建築様式、建築物群、技術の集積または景観の優れた例。

## ギャラリー

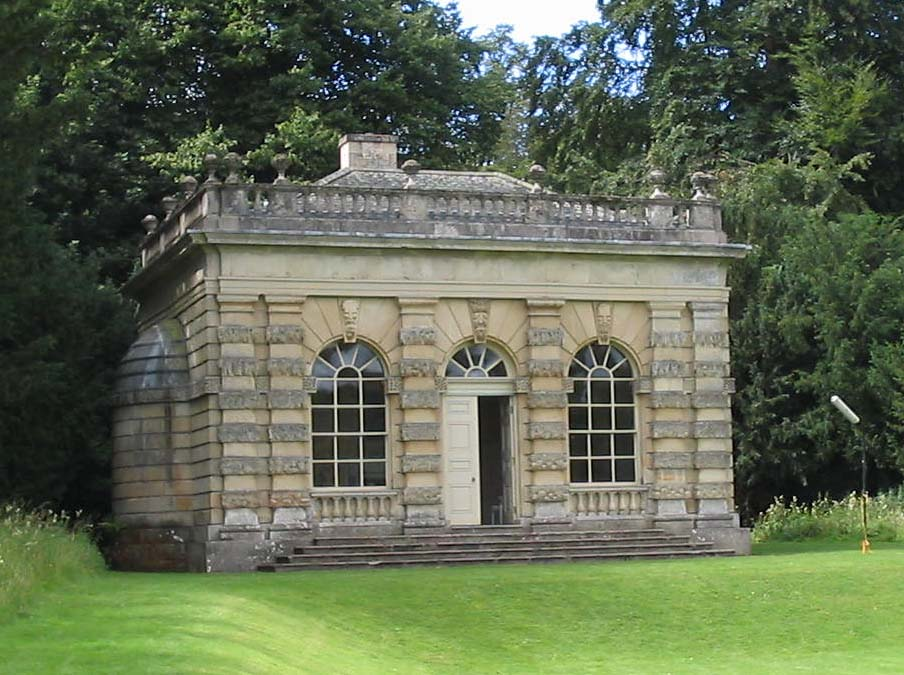
パッラーディオ様式の小宴会場
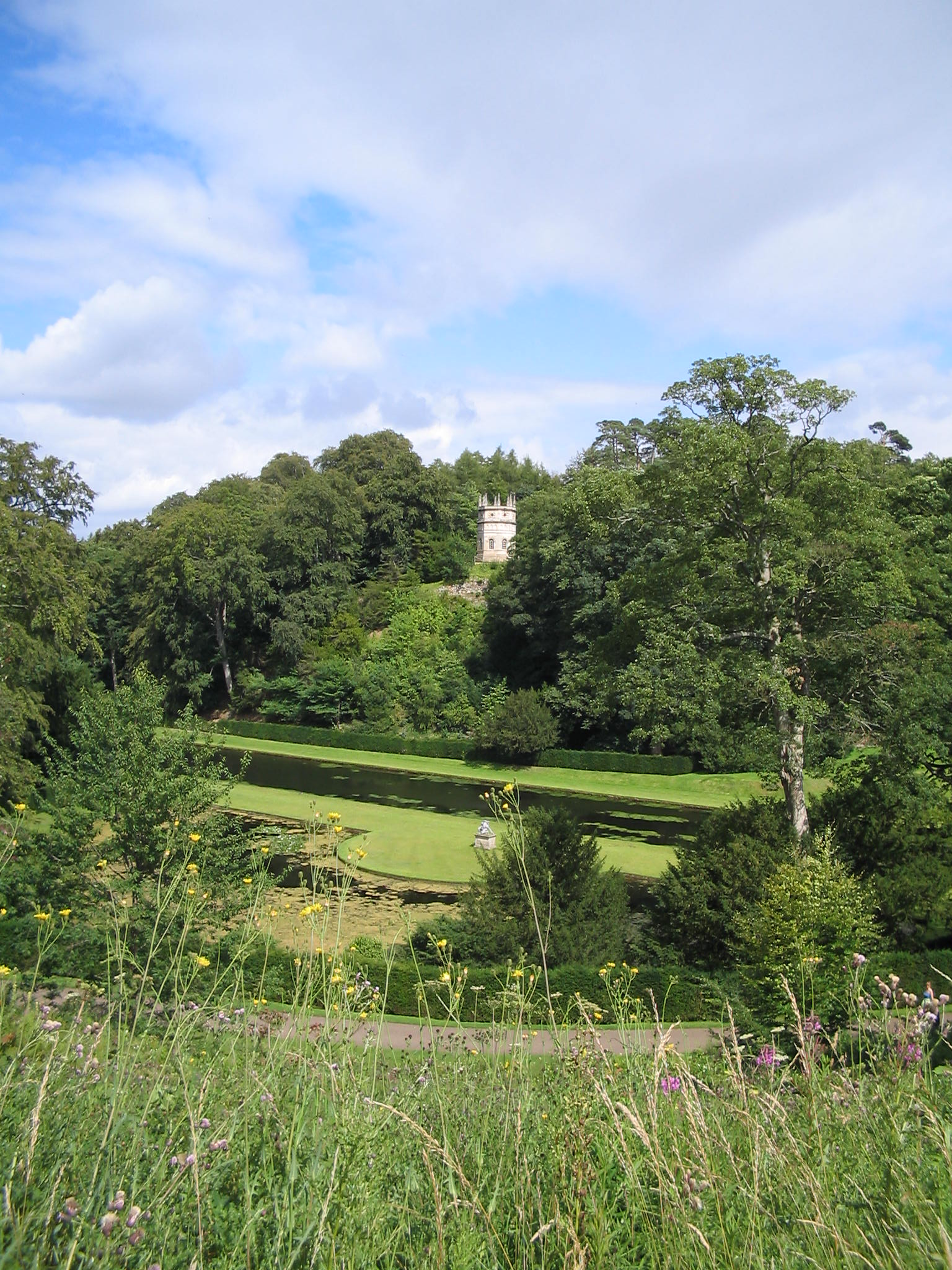
ウォーターガーデンと八角形の塔
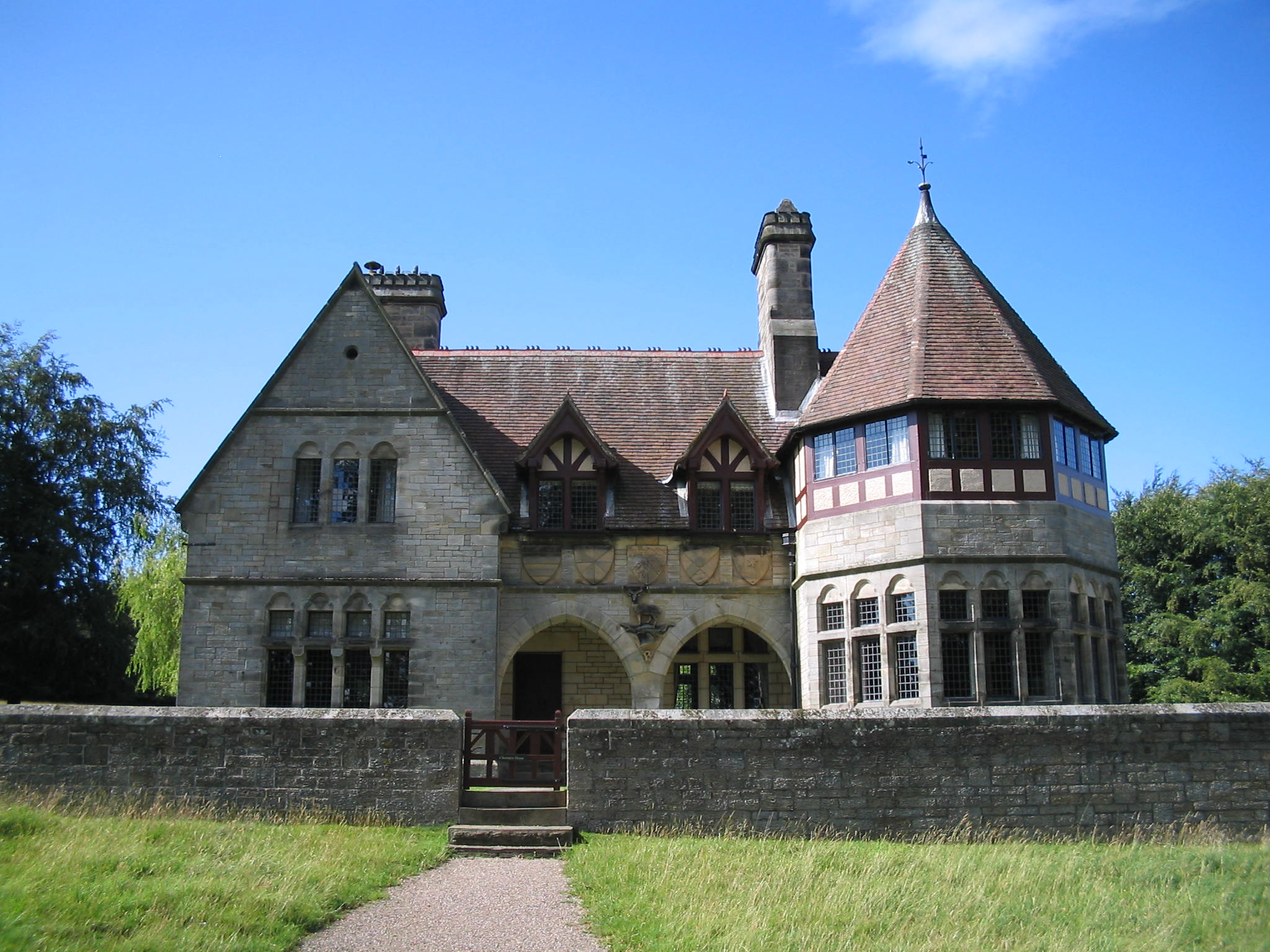
セント・メアリー教会に隣接する聖歌隊員宅
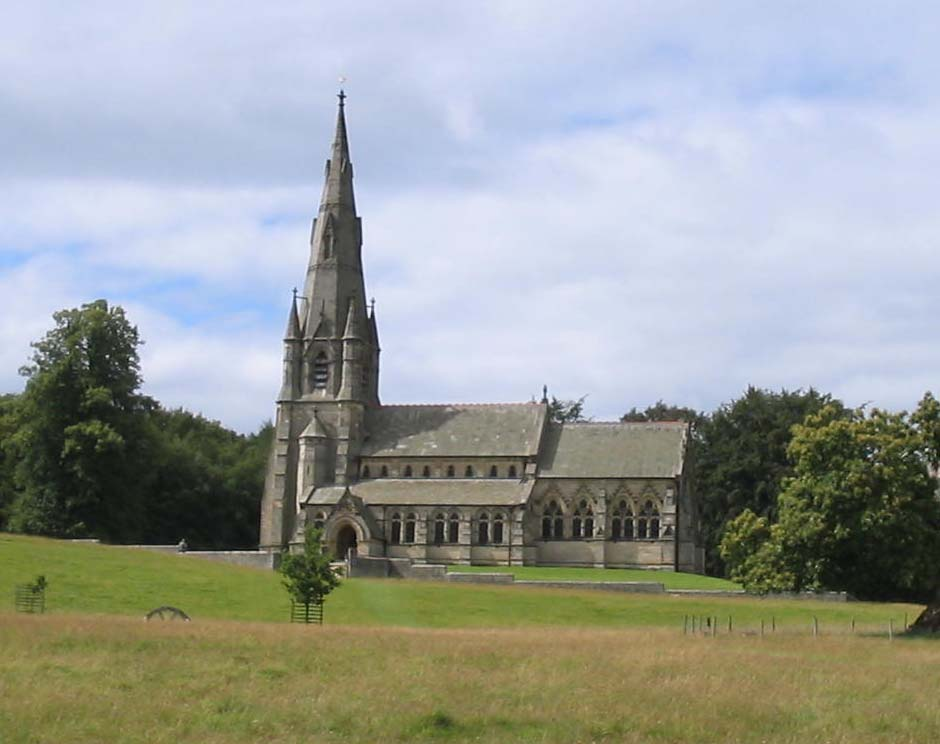
セント・メアリー教会